# ADELI (association)
Pour les articles homonymes, voir ADELI.
 (février 2016).
ADELI est une association loi de 1901 de droit français à but non lucratif créée en 1978 dont l'objectif est de faciliter la mise en œuvre des systèmes d'information, des organisations et des outils numériques.

## Historique
À son origine en 1978, ADELI avait été créée sous le nom de "Association pour le DEveloppement de la Logique Informatique", son objectif était de faciliter et promouvoir l'utilisation des méthodologies informatiques formalisées et mises en place par Jean-Dominique Warnier pour faciliter la programmation informatique, la mise en place et la maintenance de systèmes d'information, automatisés ou non.
Par la suite, ADELI a progressivement étendu ses thèmes d'intérêts à tous les aspects de la mise en œuvre des systèmes d'information (SI), des  organisations et des technologies numériques (technologies d'information et de communication, TIC). Par exemple, les méthodes et outils de génie logiciel, de qualité, de gestion de projet, de sécurité, ainsi que les incidences de la mise en œuvre des technologies numériques sur les hommes et la société font partie de ces thèmes.

## Mission
Selon ses statuts, consultables sur son site officiel : L'association ADELI 

« facilite le partage et les échanges d’informations entre des utilisateurs et professionnels de l’économie numérique, des systèmes d’information et des technologies de l’information et de la communication,  par l’utilisation de bonnes pratiques, méthodes, normes et outils. Dans ce but, elle :
- recueille, diffuse et partage des informations relatives à ses objectifs ;
- organise des rencontres et des événements ;
- propose des sujets d’études et d’échanges d’expériences ;
- pilote l’organisation de groupes de travail ;
- diffuse les résultats des travaux réalisés en son sein et anime des débats.
- organise un concours de nouvelle de Science fiction tous les ans »

## Publications
ADELI publie, en tant qu'éditeur :
- sur son site, de très nombreux articles en accès libre,
- des vidéos de conférences-débats, également en libre accès,
- des ouvrages[4] et une revue trimestrielle numérique, La Lettre d'ADELI,[5],[6].